# 中村稔幸
中村稔幸（日语：／ Nakamura Toshiyuki，1969年3月8日—），日本男子残疾人冰球运动员。他曾代表日本参加2010年和2018年冬季残疾人奥林匹克运动会冰球比赛，其中2010年冬季残奥会获得一枚银牌。